# Saint-Thégonnec
Saint-Thégonnec korábbi község Franciaországban, Finistère megyében. Lakosainak száma 2715 fő (2018. január 1.).
2016. január 1-jén Loc-Eguiner-Saint-Thégonnec korábbi községgel egyesült és az így létrejött Saint-Thégonnec Loc-Eguiner új község része lett.

## Népesség
A település népessége az elmúlt években az alábbi módon változott:
| Lakosok száma | 2159 | 2127 | 1986 | 2139 | 2267 | 2630 | 2666 | 3092 | 2693 | 2715 |
|               | 1962 | 1968 | 1975 | 1990 | 1999 | 2008 | 2013 | 2016 | 2017 | 2018 |